# Stelis crescentiicola
Stelis crescentiicola är en orkidéart som beskrevs av Rudolf Schlechter. Stelis crescentiicola ingår i släktet Stelis och familjen orkidéer. Inga underarter finns listade i Catalogue of Life.